# Jan van Uden
Jan van Uden (6 maart 1942 – Hoensbroek, 7 januari 2008) was een Nederlandse atleet, die eind jaren vijftig en begin jaren zestig van de 20e eeuw op zeer jeugdige leeftijd furore maakte op de 400 en 800 m. De 'wonderboy uit Zuid-Limburg' werd daarbij alom geprezen om zijn krachtige manier van lopen. In 1959 werd hij jeugdkampioen op de 800 m. In 1960 liep Van Uden als achttienjarige een Nederlands seniorenrecord op de 400 m in 47,9 s. In hetzelfde jaar wist hij ook het Nederlands record op de 800 m te evenaren: 1.50,7.

## Biografie

### Talrijke overwinningen in eerste seizoen
Van Uden, die als zovele leeftijdgenoten op vijftienjarige leeftijd nog volop tegen een bal trapte, had zich een keer laten overhalen om mee te doen aan een veldloop in het heuvelachtige Zuid-Limburgse land. Hij won spelenderwijs. Het was het begin van zijn eerste seizoen, dat hij met 32 overwinningen afsloot. Enkele jaren later liep hij in het Duitse Aken zijn persoonlijke record op de 400 m in 47,9, waarmee hij tevens het geldende seniorenrecord uit 1938 (!) met 0,1 sec. verbeterde. Bovendien evenaarde hij in dat jaar met een tijd van 1.50,7 ook het seniorenrecord op de 800 m. Tijdens de Nederlandse kampioenschappen, eerder dat seizoen, was hij op deze afstand bij de mannen reeds als tweede geëindigd achter kampioen Henk Heida.

### Medaille pas 42 jaar later ontvangen
In 1961 liep Jan van Uden tijdens een wedstrijd in Frechen de 800 m opnieuw in 1.50,7. Zijn beste tijd op deze afstand realiseerde hij een jaar later, toen hij in Leiden 1.50,5 liet optekenen. Het Nederlandse record was toen echter door de Amerikaanse Nederlander René van Asten al teruggebracht tot 1.48,6.
Daarna begon Van Uden last te krijgen van zijn achillespezen en keerde hij pas in 1963 op de Nederlandse kampioenschappen terug, waar hij een dramatische 800 meterrace liep tegen Chris Konings en Cees Koppelaar, welke door Konings in 2.03,5 werd gewonnen. Na afloop weigerden de officials onder aanvoering van Adriaan Paulen de lopers op het erepodium te huldigen, omdat ze er te veel een boemelrace van zouden hebben gemaakt. De medailles moesten maar worden afgehaald, vond men, wat ze overigens geen van drieën hebben gedaan. Pas na bemiddeling van de Vrienden van de KNAU kreeg Jan van Uden in 2005 zijn zilveren medaille uitgereikt.

### Herkansing
Over Jan van Uden bestaat een opmerkelijke anekdote. Toen hij als zeventienjarige in de Nederlandse ploeg in een interland tegen Engeland debuteerde, maakten vele kranten daar ophef over. Een te grote verantwoording op zulke jonge schouders, vond men. En prompt ging het mis. Als startloper opgesteld op de 4 x 440 yd, liet Van Uden in zijn zenuwen al bij de eerste bewegingen na de start het estafettestokje uit zijn handen glippen. De waarschuwingen vooraf leken bewaarheid te worden. De stoïcijnse Engelse starter schoot de start echter af met als commentaar: 'let us have a race'. Jan van Uden, doodsbleek en met zijn hand als een klauw om het estafettehout, ging bij de herstart niet opnieuw in de fout en liep vervolgens een formidabele race. Als enige van de vier Nederlandse lopers verloor hij geen meter ten opzichte van de concurrentie.
Van Uden was driemaal betrokken bij de vestiging van een nationaal record op de 4 x 400 m estafette. De eerste keer, in 1960, liep een nationale ploeg met Jan van Uden in de gelederen een tijd van 3.17,0. Dit record werd in 1962 door een ploeg in een andere samenstelling verbeterd tot 3.16,4. In 1963 was Jan van Uden weer van de partij toen hij, samen met Han Kalkman, Fred van Herpen en Jaap Noordenbos 3.16,0 realiseerde. Ten slotte verbeterden Fred van Herpen, Jan van Uden, Jaap Noordenbos en Ton Schuyt deze tijd nog in datzelfde jaar tot 3.12,4. Dit record hield twee jaar stand.

### Trainer
Na zijn veel te korte actieve atletiekloopbaan keerde Jan van Uden terug als trainer. Hij maakte vervolgens naam als trainer van atleten als Cor Lambregts, Peter en Wilma Rusman en Paul Hagedoren. Met Lambregts ging hij in 1984 naar de Olympische Spelen in Los Angeles.
In 1992 werd Van Uden getroffen door een hersenbloeding. Hij kreeg een aangepaste woning en moest zich voortaan voortbewegen in een elektrische rolstoel. Hij overleed op 65-jarige leeftijd.

## Persoonlijke records
| Onderdeel | Prestatie      | Datum        | Plaats |
| --------- | -------------- | ------------ | ------ |
| 400 m     | 47,9 s (ex-NR) | 16 juni 1960 | Aken   |
| 800 m     | 1.50,5 s       | 16 juni 1962 | Leiden |

## Onderscheidingen
- KNAU jeugdatleet van het jaar (Albert Spree-Beker) - 1959